# 午夜福音
《午夜福音》（英語：The Midnight Gospel）是一部美國的線上成人動畫，由《探險活寶》的創作者潘得頓·沃德和喜劇演員鄧肯·圖拉歇爾共同創作。於2020年4月20日在Netflix上線，是沃德第一部為Netflix製作的動畫作品。該劇將圖拉歇爾和不同來賓之間的實際採訪內容置於在迷幻世界中的冒險。
該劇講述一個名叫克蘭西·吉爾羅伊的太空節目主持人位於一個名為的維度，擁有一個未經許可的多元宇宙模擬器。他利用模擬器穿越至形形色色的平行宇宙，並採訪當地的居民。採訪內容源自圖拉歇爾的面談播客《鄧肯·圖拉歇爾家庭時光》的前期集數。特邀嘉賓包括菲爾·亨德里、史蒂芬·魯特、德魯·平斯基、達米恩·艾科爾斯、楚迪·古德曼、傑森·盧夫、凱特琳·道提、邁克爾·馬卡尼奧、瑪莉亞·班福德、大衛·尼克特恩和丹尼恩·芬迪。
2022年6月，沃德宣佈Netflix在第一季播出後取消了本劇。

## 劇情
故事圍繞著一位名叫克蘭西·吉爾羅伊的太空節目主持人，他居住在外星球的迷幻空間中，當地的「模擬農民」們使用強大的生物有機電腦模擬各種宇宙，從中收穫自然資源和新技術。每一集皆圍繞著克蘭西在模擬器中穿越各種行星，並採訪當地的居民們。這些面談的真實音頻來自圖拉歇爾的播客《鄧肯·圖拉歇爾家庭時光》。每集的結尾通常以世界末日結束，而克蘭西只能勉強逃離該處。

## 配音與角色

### 主要角色
- 鄧肯·圖拉歇爾（英语：Duncan Trussell） 飾演 克蘭西·吉爾羅伊

### 常設角色
- 菲爾·亨德里（英语：Phil Hendrie） 飾演 Universe Simulator和其他角色
- 史蒂芬·魯特 飾演 爾·塔夫脫和其他角色
- 瑪莉亞·班福德（英语：Maria Bamford、Joey Diaz） 飾演 Butt Demon和其他角色
- 道格·盧森霍普（英语：Doug Lussenhop） 飾演 Daniel Hoops和其他角色
- 喬伊·狄亞（英语：Joey Diaz） 飾演 查克查爾斯、史蒂夫和其他角色
- 克莉絲汀娜・派茲茨基（英语：Christina P.） 飾演 Bobua和其他角色
- 史蒂夫·李特（英语：Steve Little (actor)） 飾演 布萊斯船長和其他角色
- 強尼·彭伯頓（英语：Johnny Pemberton） 飾演 科尼利厄斯和其他角色

## 集數
所有集數皆由潘得頓·沃德執導，並由邁克·L·梅菲爾德、鄧肯·圖拉歇爾和潘得頓·沃德擔任編劇。
| 集數 | 標題       | 採訪來賓                 | 面談來源 | 上線日期      |
| ---- | ---------- | ------------------------ | -------- | ------------- |
| 1    | 國王的滋味 | 德魯·平斯基              | 第147集  | 2020年4月20日 |
| 2    | 軍官與狼   | 安妮·萊莫特、拉古·馬庫斯 | 第301集  | 2020年4月20日 |
| 3    | 漂泊的獵人 | 達米恩·艾科爾斯          | 第314集  | 2020年4月20日 |
| 4    | 視線遮蔽   | 楚迪·古德曼              | 第300集  | 2020年4月20日 |
| 5    | 歡樂滅絕   | 傑森·盧夫                | 第302集  | 2020年4月20日 |
| 6    | 榮譽禿鷹   | 大衛·尼克特恩            | 第315集  | 2020年4月20日 |
| 7    | 烏龜之蝕   | 凱特琳·道提              | 第318集  | 2020年4月20日 |
| 8    | 銀鼠       | 丹尼恩·芬迪              | 第42集   | 2020年4月20日 |

## 製作

### 初期概念
在製作《探險活寶》期間，潘得頓·沃德從與他一起參與節目的朋友那裡聽說了鄧肯·圖拉歇爾的面談節目《鄧肯·圖拉歇爾家庭時光》。沃德對於該播客感興趣是因為他喜歡聽人們談論哲學。隨後沃德表示「鄧肯很有趣」。 2013年左右，圖拉歇爾的面談廣播開始期間收到一封沃德發送的電子郵件，信中稱讚了他的播客。約一年後，沃德卸任showrunner的《探險活寶》。儘管在接受采訪時表示他不會參與其他系列的製作，但他正在邁出新系列的第一步，該系列的改編內容以圖拉歇爾開創的播客為基礎。一段時間後，圖拉歇爾和沃德成為朋友，沃德建議圖拉歇爾將他的播客改編成動畫劇集。根據沃德表示：「圖拉歇爾能夠將長達2小時的冥想對話變有趣」。圖拉歇爾則表示：「他跟我說他有一個關於如何為我的播客改編成動畫的想法，這對我來說是另一個巨大的刺激。」在與沃德的第一次會面中，圖拉歇爾拒絕加入一個新項目，表示因為他太忙了，無法將他的播客改編成動畫劇集。直到2018年，沃德再次向他展示了一個粗略的概念；進行關於毒癮的播客對話，並播放圖拉歇爾和他的客人與殭屍戰鬥的動畫。

### 劇本創作
之後這個粗略的概念最終被納入了該系列的試播中。兩人將該劇的概念呈現給Netflix成人動畫的主管邁克·穆恩（Mike Moon）。2019年，Netflix宣布第一季將製作8集，並於2020年4月20日首播。兩人的提案被批准後，邀請強尼·彭伯頓、布蘭登·沃許、「怪人奧爾」揚科維奇和艾摩·飛利浦等人組成喜劇演員團隊，並由傑森·盧夫和瑪雅·多斯特擔任編劇。兩人在Titmouse, Inc.組建了一個約190人的團隊後便開始製作劇集。邁克·梅菲爾德作為所有劇集的監督導演和編劇。該劇的幕後團隊由傑西·莫納漢（藝術總監）、安東尼奧·卡諾比奧（Titmouse的首席創意官）、邁克·羅什（動畫導演）和喬伊·亞當斯（分鏡主管）組成。梅菲爾德說，需要時間「嘗試九種不同的方式，然後再做一個小小的改變，讓它從笨拙變成不可思議」。
在製作開始時，他們需要知道有多少情節是故事，多少是播客對話，他們需要選擇在節目中使用播客的哪些部分。根據圖拉歇爾的說法，為該系列選擇的播客部分是為了突出他職業生涯中的啟示性時刻。圖拉歇爾表示：「當我在做播客時，有時我的整個宇宙都發生了變化，因為有人告訴我一些我從來不知道的事情。一旦你聽到了，你就永遠改變了；你生活在一個與你完全不同的維度中以前住過。」當沃德和圖拉歇爾開始編寫劇本時，沃德說這就像拿印第安納瓊斯電影並用播客對話替換對話。主要想法是把它變成一個有趣的動畫劇集。他們開始將其發展為遵循一個概念。根據圖拉歇爾的說法，這個概念是「在世界末日期間，人們不只是談論世界末日，在世界末日電影中，情況圍繞著生存展開。如果我們採用這些播客對話並將它們變成在各種形式的啟示錄中發生的對話，那麼節目的起源就會發生什麼。」
隨著作家的房間開始探索各種潛在的啟示，並找到一種方法來確保播客題材能夠與他們圍繞賅集建立的劇情相互匹配，擴展了這個概念。這是編寫劇集的主要挑戰，除了選擇最好的採訪之外，還要使它們與動畫連貫。圖拉歇爾將其描述為「費力的過程」，同時也意識到它有助於其變成劇情連貫的系列。他們還努力尋找一種方法將它們嵌入動畫的迷幻世界。他們認為每一集應該有一個平衡，這樣動畫就不會讓人們對採訪感到疲乏。過度關注動畫，人們就不會平等地注意每件主題。該團隊努力讓訪談與該虛構世界相容。圖拉歇爾聲稱，《午夜福音》的影響來自於Adult Swim的低保真美學，以及《太空大俠之天上地下唯我是聽》和《飲料杯歷險記》等節目。其他包括動畫電影《瓦特希普高原 (1978年電影)|瓦特希普高原》和《最後的獨角獸》，動畫劇集《倩影刺客》和《Liquid電視》，以及神秘的恐怖劇電視劇《雙峰》。
對沃德來說，正是圖拉歇爾的長篇播客的激發使他重返動畫領域，而新系列是他探索為成人製作動畫的機會。在那之前主要製作兒童動畫，而《午夜福音》將是一個機會，可以改變他使用卡通的極端暴力和同情心對話製作動畫的方式。沃德還允許圖拉歇爾在幾集中加入屬於他的原創音樂。該節目的作曲家喬·王在第一季的季終集中收錄了他的首張專輯Nite Creatures中自己的歌曲〈Dreams Wash Away〉。該劇的標題帶有「福音」是因為該詞意思為好消息。圖拉歇爾解釋道：「『福音』意味著好消息，我希望我們傳達的信息是，即使在最災難性的情況下，當一切都崩潰時，作為一個人，仍有機會成長。」
根據圖拉歇爾的說法表示：「『彩帶的世界』是一個非常大的世界。我花了很長時間和潘得頓一起研究所有細節。有些人可能會看到它並認為有些人在說胡言亂語，有些事情是荒謬和意外的，但是那個結構中的每一塊磚，每一塊拼圖都是故意的，並且基於很多知識。這是一個非常、非常、非常、非常有趣的大世界，我很想盡可能地探索那個世界。」
2022年6月3日，沃德宣佈Netflix在第一季播出後取消了本劇。

### 主題
在該劇中，每集涉及在採訪中探討的不同主題。第一季中來賓的面談內容包括魔法、冥想、寬恕、招魂術、喪葬儀式、死亡積極性、吸毒、疼痛、解脫和存在主義等話題。該劇還充當擴展採訪的故事的背景。因此劇情同樣廣泛。第二集的開頭是鹿犬的混種對小丑的傷害；相比之下，第四部講述了一名騎士向一位搖擺著屁股的惡棍復仇的旅程。這些不拘一格的主題的選擇方式是為了補充他們所伴隨的採訪對話。例如，在與受訪者安妮·萊莫特的該集中，她表示自己並不怕死亡，因為她的角色被推到了由一群不寒而栗的小丑經營的工業絞肉機上。這些動畫背景故事旨在將觀眾拉入對話，使其成為探索所述主題的重要部分。
很多集數就如一個長期的生命週期。反覆地出生入死。該劇強調了這個循環是一個連續的、永無止境的過程，人們無法擺脫它。在第一季的季終集中，對生命的奇蹟、存在給人類生命帶來的痛苦、死亡帶來的可憎痛苦進行了更深入的探討。季終集〈銀鼠〉探討的主題是面對失去親人。儘管是該集中的主題，但其主題在其他幾個不同的集數中反覆出現。對圖拉歇爾來說，由於這是母親因癌症而失去母親後的深切悲傷所帶來的話語，因此季終集變得更加個人化。

### 宣傳
前導預告片於3月16日發布，而正式預告片於4月6日發布。作為宣傳該劇的一部分，Netflix的YouTube頻道於2020年4月19日進行直播，為該劇在流媒體服務上的首播倒計時。在直播過程中，展示該劇的一小部分以及迷幻風格動畫。劇中克蘭西使用的用戶手冊由Netflix通過該劇的Reddit帳戶在線提供，作為其促銷活動的一部分。

## 發行
第一季共8集，於2020年4月20日在Netflix上線。根據鄧肯·圖拉歇爾透露，Netflix的高層人員建議在4月20日發行，而當天也是圖拉歇爾的生日和一年一度的以大麻為主的慶祝活動的日期。

## 迴響
| 季數 | 季數 | 爛番茄          | Metacritic    |
| ---- | ---- | --------------- | ------------- |
|      | 1    | 91%（34篇評論） | 82（8篇評論） |

### 評價
該劇的獲得很多積極的迴響，幾位評論家指出，該季的季後集〈銀鼠〉是該季中最感人、最激動人心的一集。該劇因其視覺效果、動畫以及處理深刻和哲學主題的方式而廣受讚譽。在影視匯總點評網站爛番茄上，第一季獲得91%的新鮮度，7.68/10分（34位影評人）。網站的共識寫著「《午夜福音》那奇怪的飲料不一定適合所有人，但願意深飲的人將發現豐富的視覺效果，充滿活力和富有啟發性的見解。」在Metacritic網站上獲得了82/100分（8位影評人）

## 外部連結
- 在Netflix上觀看《午夜福音》
- 互联网电影数据库（IMDb）上《午夜福音》的资料（英文）